# Sofia Scandurra
Sofia Scandurra (Roma, 19 marzo 1937 – Roma, 29 agosto 2014) è stata una sceneggiatrice, regista e scrittrice italiana.

## Pittura
Giovanissima si dedica con successo alla pittura (vince un premio alla Mostra Pittrici Italiane, al Palazzo delle Esposizioni di Roma) e alla poesia: pubblica su Auditorium e La Fiera Letteraria diretta da Vincenzo Cardarelli.

## Attività cinematografica
Dal 1962, venticinquenne, inizia a lavorare nel cinema, con vari ruoli.

### Aiuto regista
È aiuto regista accanto a Luigi Zampa, Mario Camerini, Dario Argento, Maurizio Ponzi e collabora in tale ruolo alle opere prime di Nino Manfredi, Adriano Celentano e Fausto Tozzi.
- I giovani tigri, regia di Antonio Leonviola (1967)
- Contestazione generale, regia di Luigi Zampa (1968)
- Il medico della mutua, regia di Luigi Zampa (1968)
- Per grazia ricevuta, regia di Nino Manfredi (1970)
- Trastevere, regia di Fausto Tozzi (1971)
- Don Camillo e i giovani d’oggi, regia di Mario Camerini (1972)
- Bisturi la mafia bianca, regia di Luigi Zampa (1973)
- Le cinque giornate, regia di Dario Argento (1973)
- Professore venga accompagnato dai suoi genitori, regia di Mino Guerrini (1974)
- Yuppi Du, regia di Adriano Celentano (1975)

### Sceneggiatrice
Ha scritto numerose sceneggiature cinematografiche e televisive, che le hanno meritato il Premio Segno d'argento nel 1982.
Tra i registi che hanno realizzato sue sceneggiature ci sono Damiano Damiani e Antonio Leonviola (che è stato suo marito e dal quale ha avuto tre figlie).
- Taur, il re della forza bruta, regia di Antonio Leonviola (1962)
- Le gladiatrici, regia di Antonio Leonviola (1963)
- I giovani tigri, regia di Antonio Leonviola (1967)
- La moglie più bella, regia di Damiano Damiani (1969)
- Tutta colpa della SIP, regia di Gianfranco Bullo (1987)

### Regista

#### Lungometraggi
Ha diretto nel 1977 un film realizzato con una troupe interamente femminile (solo alcuni uomini erano presenti tra gli attori del cast); si tratta di Io sono mia, tratto dal romanzo femminista Donne in guerra di Dacia Maraini. Il film è interpretato da Stefania Sandrelli, Michele Placido, Maria Schneider, Paco Rabal, prodotto dalla Clesi, distribuito dalla Warner Bros. Nel 1979 il film vince il Premio Madrid.

#### Documentari
- Anziché anziano per l'Arci, 90'.
- C'era una volta e adesso c'è, San Cesareo dall'anno 0 al 2000, 120'.

## Attività televisiva

### Regista
Dirige documentari e opere di fiction per la Rai.
Per Rai2:
- Prigioniere di coscienza
- Incesto, processo ad un tabù
- La prostituzione

Per Rai3:
- L'immagine del cancro, programma inchiesta in 2 puntate di 90 minuti l'una (1983)
- La determinazione del sesso
- La simmetria
- Voglia di vuoto
- Il vero e il falso
- Quando Giuseppe non aveva la barba, 90'
- L'occhio del cinema, 90'
- Figlio unico, 90'
- Andrea, 120'
- Uomini di Dio, 90'

Per la Televisione Svizzera:
- Incesto, omertà di reato, 90'
- Ho sfrattato la felicità, 90'

### Sceneggiatrice
Per la Televisione Svizzera:
- Natalia (4 puntate)

Per la Rai:
- Quando l'acqua esplode (2 puntate per Rai 2)

## Attività teatrale
In campo teatrale, la Scandurra ha scritto opere originali, adattato per le scene racconti e romanzi (soprattutto polizieschi) e curato la regia di queste opere e di altre.

### Drammaturga
Commedie teatrali originali:
- Membro reale
- La minestra di carote
- Lo schermo che uccide
- Delitto al castello
- Tre generazioni a confronto
- Non c'è tempo di...
- Agatha Christie docet
- Con-tatto
- Delitto alla villetta
- Sei storie per sei risate e più ...
- Suicidio in due

Commedie da opere narrative:
- La signora omicidi (da William Rose)
- Il mastino dei Baskerville (da Arthur Conan Doyle)
- Uno studio in rosso (da Arthur Conan Doyle)
- Tre generazioni e una Margherita (dalla storia vera dei Fratelli Cervi)
- Il postino suona sempre due volte (da James Cain)
- Doppio caso (da Georges Simenon)
- Hanno sequestrato il Papa (da Joao Bethencourt)
- Trappola per topi (da Agatha Christie)
- La tela del ragno (da Agatha Christie)
- L'ospite inatteso (da Agatha Christie)
- Testimone d'accusa (da Agatha Christie)
- Delitto retrospettivo (da Agatha Christie)
- Miss Marple, la morte sul fiume (da Agatha Christie)
- Poirot a Styles Court (da Agatha Christie)
- Costruttori d'imperi (da Boris Vian)

### Regista
- Membro Reale e La minestra di carote, rappresentate a Roma al Teatro la Maddalena e al Teatro Regio di Grosseto.
- Gertrude Stein e Sole controsole, rappresentate a Roma al Teatro la Maddalena e al Teatro Regio di Grosseto.
- Festa del compleanno del caro amico Harold, rappresentato all'Aurora di Roma, all'Affratellamento di Firenze, all'Odeon di Milano e al Colosseo di Roma.
- Hanno sequestrato il papa, rappresentato al Teatro Stabile del Giallo di Roma, all'Eden di Torino, alle Erbe di Milano, a Bologna.
- Il mastino di Baskerville, rappresentato in tutta Italia.
- Lo schermo che uccide, gioco giallo itinerante della durata di 48 ore rappresentato per la Technicolor al Castello di Spaltenna.
- Delitto al castello gioco giallo rappresentato per Invito alla Lettura a Castel Sant'Angelo di Roma.
- Non c'è tempo di ... commedia commissionata dal Comune di Macerata e rappresentata al Teatro Luigi Russo di Macerata e al Teatro sperimentale di Ancona.
- Il commissario Maigret e Doppio caso, rappresentate a Roma e Milano.
- Trappola per topi
- La tela del ragno e L'ospite inatteso
- Testimone d'accusa
- Delitto retrospettivo
- Miss Marple, la morte sul fiume
- Poirot a Style Court
- Sherlock Holmes in Studio in rosso
- La storia del Cinema attraverso il costume, sfilata in piazza in Lucina a Roma
- Costruttori d'imperi
- Tre generazioni ed una margherita e Tre generazioni a confronto

## Insegnamento
Sofia Scandurra ha svolto per circa trent'anni un'intensa attività didattica in istituzioni e università sia pubbliche che private, come si rileva dal prospetto cronologico. È stata, con Cesare Zavattini, Alessandro Blasetti e Antonio Leonviola, tra i fondatori della Libera Università del Cinema, di cui è stata la direttrice.
- Dal 1980 al 1982: Regia cinematografica presso l'Istituto di Scienze Cinematografiche Lorenzo de' Medici a Firenze.
- Dal 1983 al 2010: Regia cinematografica e poi anche sceneggiatura e montaggio alla Libera Università del Cinema di Roma.
- Dal 2005: Coordinatrice didattica della Libera Università del Cinema di Roma.
- Nel 1987: dirige un workshop di 3 mesi all'Università La Sapienza di Roma.
- Nel 1994: conduce un workshop di Regia Cinematografica a Caltanissetta.
- Nel 2001 e nel 2002: conduce "laboratori di messa in scena" nel Centro Sperimentale di Cinematografia.

## Narrativa
All'inizio della propria attività si è dedicata anche alla letteratura, affrontando in una prima fase soprattutto racconti: ne pubblica più di 400, con lo pseudonimo di Lazzarina, sulla pagina letteraria del quotidiano Il Tempo, quando esso era diretto da Renato Angiolillo.
Nel 1981 pubblica presso l'editore Bompiani il suo primo romanzo Complesso di famiglia che l'anno seguente vince il Premio Castiglioncello per la letteratura, il Premio Noi Donne e il Premio Nazionale Penna d’argento e arriva nella rosa finale delle opere prime al Premio Viareggio.
Il secondo romanzo, "L'Intarsio", si aggiudica il Premio Roma dell'Inedito nel 1985.
Nel 2010 pubblica "Cinema e ceci", romanzo ricco di aneddoti e memorie tratti della sua esperienza di vita e nel mondo dello spettacolo, visti attraverso gli occhi di Michela, la protagonista suo alter ego. Il libro fu presentato il 29 maggio di quello stesso anno alla Casa del Cinema di Roma; in questa occasione, una delle ultime sue apparizioni pubbliche, quando le fu chiesto: "Perché ha scritto un libro così?" lei rispose, ridendo, "Perché non avevo i soldi per andare dallo psicologo". Il giornalista Marco Giusti, che la stava intervistando, affermò "Tu hai tolto molto al tuo cinema per accudire il cinema degli altri", sottolineando così il grande altruismo dell'artista.